# Лякин, Иван Петрович
Иван Петрович Лякин (1912—1941) — лейтенант Рабоче-крестьянской Красной Армии, участник советско-финской и Великой Отечественной войны, Герой Советского Союза (1940).

## Биография

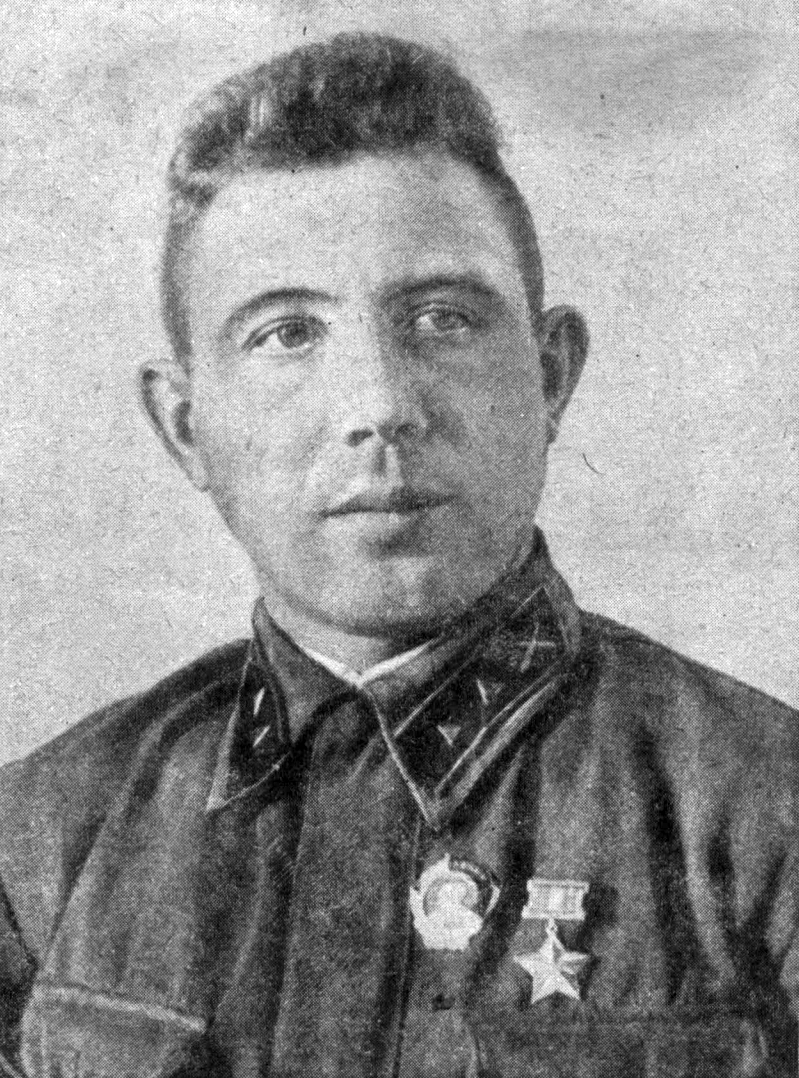
Иван Петрович Лякин

Иван Лякин родился 24 июня 1912 года в Москве. После окончания пяти классов школы работал на заводе. В 1937 году Лякин был призван на службу в Рабоче-крестьянскую Красную Армию. Участвовал в боях советско-финской войны, будучи наводчиком орудия 218-го артиллерийского полка 51-й стрелковой дивизии 13-й армии Северо-Западного фронта.
8-12 января 1940 года Лякин участвовал в прорыве финской обороны в районе посёлка Репола к северу от Выборга.
Отличился во время боя за станционный посёлок. Ночью, перед началом общего наступления расчёт вручную (чтобы не привлечь внимание противника шумом и ржанием коней) выкатил 76-мм полковое орудие на открытую позицию для стрельбы прямой наводкой и замаскировал его, а с началом наступления — открыл огонь, разрушив здание, в котором находился финский командный пункт. Орудие Лякина продолжало вести огонь по финской пехоте под обстрелом противника, которым были выведены из строя трое из четырёх артиллеристов.
В критический момент боя он вместе со своими товарищами уничтожил 1 противотанковое артиллерийское орудие и подавил огонь ещё одного, что способствовало продвижению вперёд танковых частей.
Указом Президиума Верховного Совета СССР от 7 апреля 1940 года за «образцовое выполнение боевых заданий командования на фронте борьбы с финской белогвардейщиной и проявленные при этом отвагу и геройство» красноармеец Иван Лякин был удостоен высокого звания Героя Советского Союза с вручением ордена Ленина и медали «Золотая Звезда» за номером 421.
В 1941 году Лякин окончил Московское артиллерийское училище. С начала Великой Отечественной войны — на её фронтах. 19 августа 1941 года Лякин погиб в бою. Похоронен в городе Чечерске Гомельской области Белоруссии.